# Кулен (плато)

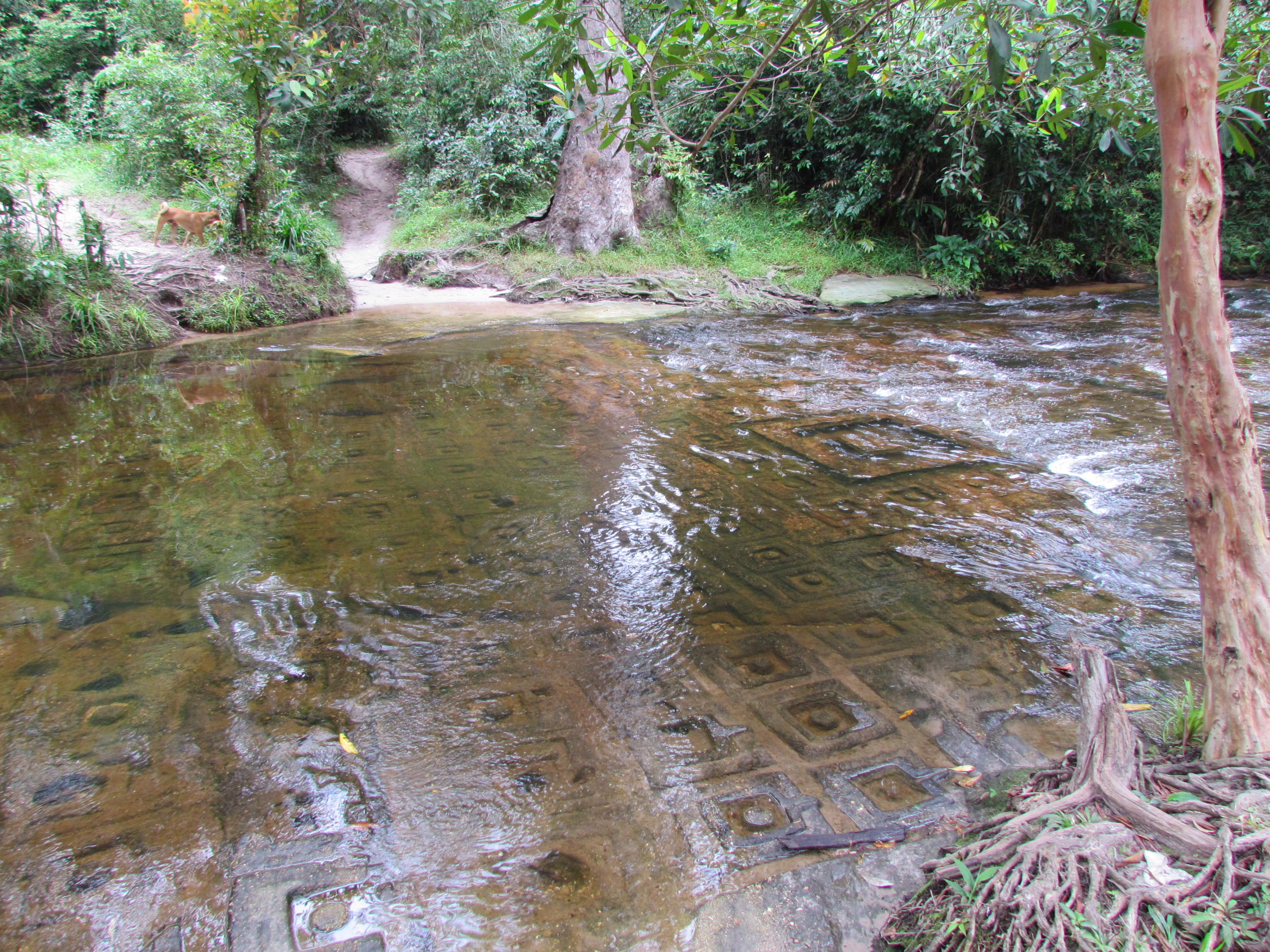
Ручей 1,000 линг

Плато Кулен (Пномкулен, кхмер. ភ្នំគូលេន, «горы личи»¨) — плато в провинции Сиемреап в северной Камбодже. На территории плато расположен национальный парк Пномкулен.

## География
Плато Кулен — это изолированная цепь небольших гористых плато средней высоты к югу от гор Дангрэк. Эта цепь простирается на 40 км в направлении с северо-запада на юго-восток и расположена в 48 км к северу от Сиемреапа.
Самая высокая точка — 487 м, а средняя высота плато около 400 м.
Геологически плато Кулен сформирован из песчаника. В Ангкорские времена юго-восточная часть плато использовалась как каменоломни.

## Религиозное и историческое значение
Плато Кулен является священной горой в Камбодже, она имеет особенное религиозное значение для индуистов и буддистов, которые приезжают на гору в качестве паломников.
Также горы имеют символическое значение для камбоджийцев как место рождения древней Кхмерской империи, — здесь в 802 г. н. э. правитель Джаяварман II провозгласил себя чакравартином, «королём-богом».
Место известно резными изображениями символов плодородия (линг и йони) на дне ручья (ручей 1,000 линг). Вода ручья считалась священной, учитывая, что сам Джаяварман II купался здесь, а затем отвел воды ручья, чтобы резчики создали изображения на его каменном дне. Резьба включает изображение Вишну, лежащего на змее Ананта-шеша, и его жена Лакшми подле его ног. На цветке лотоса, выходящего из его пупка, находится изображение Брахмы. Ручей заканчивается водопадом и прудом.
В лесах плато Кулен находятся остатки 56 храмов одной из столиц Джаявармана II — Махендрапарваты.
На скале находится буддистский монастырь XVI века Преахангтхом, в котором находится 8-метровая статуя лежащего Будды, высеченная из монолита. Около монастыря находится большая линга Шивы и йони его жены Парвати.